# Благоевградско мюфтийство
Районното мюфтийство - Благоевград е разположено в Югозападна България и е едно от 20-те районни мюфтийства на Мюсюлманското изповедание в България. Територията на мюфтийството е с площ от 6 452 km2 и съвпада с територията на област Благоевград. Седалището му е в град Гоце Делчев (Неврокоп). Мюфтийството разполага с 63 джамии и месджиди. Броя на Мюсюлманските настоятелства в региона на Районно мюфтийство Благоевград е 58. Мюсюлманите на територията на мюфтийството са около 67 000.